# NXT TakeOver: Brooklyn III
NXT TakeOver: Brooklyn III war eine Wrestling-Veranstaltung von WWE NXT, die auf dem WWE Network ausgestrahlt wurde. Sie fand am 19. August 2017 im Barclays Center in Brooklyn, einem Stadtteil von New York City, Vereinigte Staaten statt. Es war die 17. Austragung einer NXT-Großveranstaltung unter dem Namen NXT TakeOver seit Februar 2014 und die vierte im Jahr 2017. Im dritten Jahr in Folge fand die Veranstaltung im August in Brooklyn am Abend vor dem Pay-per-View SummerSlam statt.

## Hintergrund
Im Vorfeld der Veranstaltung wurden fünf Matches angesetzt. Diese resultierten aus den Storylines, die in den Wochen vor NXT TakeOver: Brooklyn III bei NXT, der wöchentlich auf dem WWE Network ausgestrahlten Entwicklungs-Liga der WWE, gezeigt wurden.
Hauptkampf der Veranstaltung wurde ein Singles-Match um die NXT Championship zwischen dem Titelträger Bobby Roode und seinem Herausforderer Drew McIntyre.

## Veranstaltung
| Funktion      | Name                                          |
| ------------- | --------------------------------------------- |
| Kommentatoren | Mauro Ranallo                                 |
| Kommentatoren | Nigel McGuinness                              |
| Kommentatoren | Percy Watson                                  |
| Kommentatoren | Corey Graves (The Authors of Pain vs. SAnitY) |
| Kommentatoren | Jim Ross (Aleister Black vs. Kenta Kobayashi) |
| Ringsprecher  | Mike Rome                                     |
| Ringrichter   | Darryl Sharma                                 |
| Ringrichter   | Drake Wuertz                                  |
| Ringrichter   | Eddie Orengo                                  |
| Pre-Show      | Charly Caruso                                 |
| Pre-Show      | Corey Graves                                  |
| Pre-Show      | Lita                                          |
| Pre-Show      | Sam Roberts                                   |

### Matches
Im ersten Match traf Andrade Almas auf Johnny Gargano. Am Ende bewarf die Ringbegleitung von Almas Zelina Vega Gargano mit einem DIY-Shirt, was es Almas erlaubte, den Hammerlock DDT, seinen Finishing Move, ins Ziel zu bringen und das Match zu gewinnen.
Anschließend verteidigten The Authors of Pain (Akam und Rezar) ihre NXT Tag Team Championship gegen SAnitY (Alexander Wolfe und Killian Dain). Während des Matches wurde Dain durch das dritte männliche Mitglied von SAnitY Eric Young ersetzt. Zudem wurde das Team von Nikki Cross begleitet, genauso wie The Authors of Pain von Paul Ellering. Zum Höhepunkt zeigte der eigentlich nicht mehr am Match teilnehmende Dain einen Running Crossbody gegen Akam durch einen Tisch, der zu diesem Zeitpunkt die ebenfalls eingreifende Nikki Cross auf den Händen trug. Im Ring zeigten Wolfe und Young eine Kombination aus Belly to Back Suplex und Diving Neckbreaker gegen Rezar, woraufhin Wolfe Rezar pinnte. Somit gewannen Wolfe und Young die Titel und beendeten die Siegesserie von Akam und Rezar seit ihrem Debüt. Nach dem Match wurden beide Teams von reDRagon (Bobby Fish und Kyle O’Reilly) attackiert, die einen Chasing the Dragon gegen Young zeigten.
Danach trat Aleister Black gegen Kenta Kobayashi an. Black gewann das Match nach einem Black Mass.
Wiederum anschließend verteidigte Asuka ihre NXT Women’s Championship gegen Ember Moon. Moon zeigte zwar ihren Finishing Move Eclipse, konnte das Match jedoch nicht gewinnen. Später zwang Asuka Moon im Asuka Lock zur Aufgabe und verteidigte damit den Titel.

### Main Event
Im Hauptkampf des Abends verteidigte Bobby Roode seine NXT Championship gegen Drew McIntyre. Nachdem beide im Verlauf des Matches jeweils mehrfach ihre Finishing Moves Glourious DDT (Roode) und Claymore (McIntyre) gezeigt hatten, gewann McIntyre und fügte damit Roode seine erste im WWE-TV ausgestrahlte Niederlage zu.
Nach dem Match wurde McIntyre von reDRagon und dem debütierenden Adam Cole attackiert. Cole deutete anschließend an, die NXT Championship gewinnen zu wollen.

## Nach der Veranstaltung
In der SmackDown Live-Ausgabe am 22. August 2017 debütierte Bobby Roode im Hauptroster und besiegte Aiden English.
Am 24. August 2017 legte Asuka die NXT Women’s Championship aufgrund einer Verletzung, die sie im Match gegen Ember Moon erlitten hatte, nieder, was ihre 510 Tage andauernde Rekord-Titelregentschaft beendete. Die WWE gibt die Dauer der Regentschaft mit 523 Tagen an, da die Sendung am 6. September 2017 ausgestrahlt wurde. Am 11. September 2017 wurde bei Raw Asukas Debüt im Hauptroster für die folgenden Wochen angekündigt.

## Ergebnisse
| Matchart                                        |                                       |      |                                            | Zeit  |
| ----------------------------------------------- | ------------------------------------- | ---- | ------------------------------------------ | ----- |
| Singles-Match                                   | Andrade Almas                         | bes. | Johnny Gargano                             | 13:16 |
| Tag-Team-Match um die NXT Tag Team Championship | SAnitY (Alexander Wolfe & Eric Young) | bes. | The Authors of Pain (C) (Akam & Rezar) (C) | 11:57 |
| Singles-Match                                   | Aleister Black                        | bes. | Kenta Kobayashi                            | 12:24 |
| Singles-Match um die NXT Women’s Championship   | Asuka (C)                             | bes. | Ember Moon                                 | 14:46 |
| Singles-Match um die NXT Championship           | Drew McIntyre                         | bes. | Bobby Roode (C)                            | 22:22 |